# Burg Waldsberg (Krumbach)

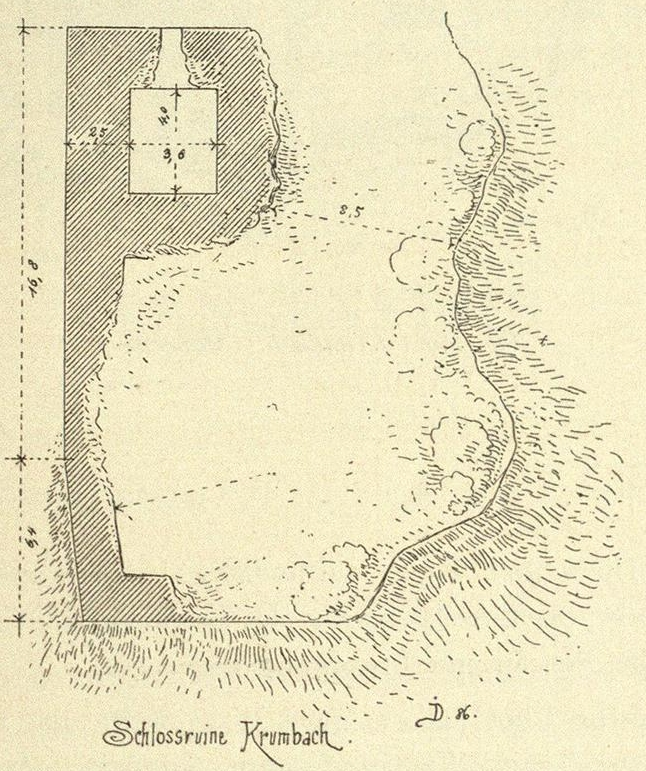
Grundriss der Kernburgreste, Zeichnung gesüdet

Die Burg Waldsberg ist die Ruine einer Spornburg am südwestlichen Ortsrand von Krumbach, einem Ortsteil der Gemeinde Sauldorf im Landkreis Sigmaringen in Baden-Württemberg.

## Geschichte
Die im 13. Jahrhundert erbaute Burg „Waltsberg“ wurde erstmals 1303 erwähnt, als Burkhard von Waldsberg die vom Bischof von Konstanz erworbene Burg an Heinrich und Albrecht von Heudorf verpfändete. Die Familie von Waldsberg wurde nur 1303 und 1324 erwähnt. Nachdem die Burg 1328 weiter verpfändet wurde, waren sie und die Herrschaft in wechselndem Besitz. Im Jahr 1788 waren noch alle Gebäude der Vorburg, Anbauten und Wirtschaftsgebäude erhalten, sie sind bis zur Mitte des 19. Jahrhunderts abgebrochen worden. Die Burg bestand zuletzt aus einem Alten Schloss, der heutigen Ruine, sowie aus einem Neuen Haus, wohl südlich des Turms gelegen.

## Beschreibung
Die zweiteilige Burgruine befindet sich in rund 645 m ü. NN Höhe am westlichen Rand einer sich nach Norden in das Tal des Krummbaches vorschiebenden Hochfläche. Die Burg hatte vermutlich eine Gesamtfläche von 0,6 Hektar, die heutige Ruine umfasst noch rund 600 Quadratmeter.
Die auf einem nach Westen vorspringenden Felsvorsprung gelegene Ruine zeigt heute noch die quadratischen Mauerreste der Ringmauer, von der nur noch die Ostseite aufgehendes Mauerwerk zeigt. Die Südostecke der Ringmauer bildet ein noch bis zu sechs Meter hoch erhaltener quadratischer Turm mit einer Seitenlänge von acht Meter, einer Mauerstärke von 2,5 Meter und einem Innenraum von 10 Quadratmeter. Die Westseite der Turmruine ist stark zerstört. Dieser Turm besteht aus lagerhaften Kalkstein-Quadermauerwerk mit Buckelquadern an den Gebäudeecken. An der Südwand des Turmes hat sich ein Fensterrest erhalten. An seiner Nordostecke schließt sich die nach Norden verlaufende, bis zu zwei Meter starke Ringmauer an, sie ist bis in eine Höhe von 2,5 Meter erhalten, und biegt nach 15 Meter vor dem nördlichen Steilhang rechtwinklig nach Westen ab. 6,4 Meter vor der Nordostecke biegt die Ringmauer in leichten Winkel nach Westen ein. Östlich der Ringmauer lag früher vermutlich ein Halsgraben, östlich sowie südöstlich von diesem lag der Bereich der Vorburg mit den Wirtschaftsgebäuden der Burg.